# San José (departement)

Departementets läge i Uruguay.

Departementets flagga.

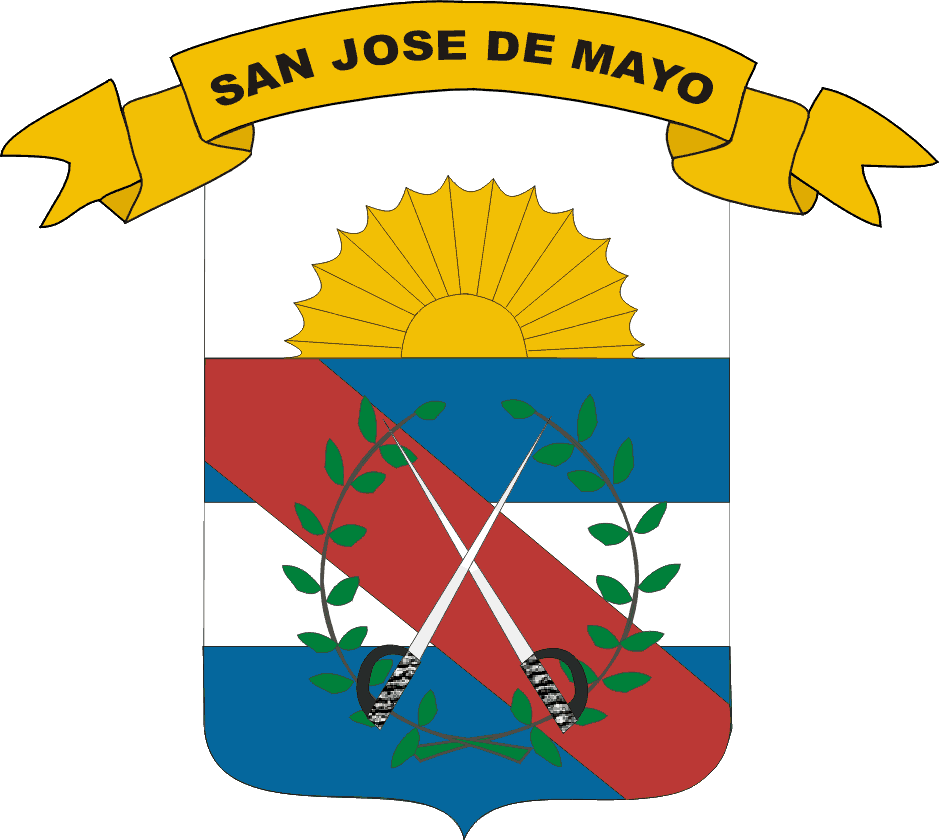
Departementets emblem.

Departementet San José (Departamento de San José) är ett av Uruguays 19 departement.

## Geografi
San José har en yta på cirka 4 992 km² med cirka 103 100 invånare. Befolkningstätheten är 21 invånare/km². Departementet ligger i Región Centro-Sur (Central-syd regionen).
Huvudorten är San José de Mayo med cirka 33 400 invånare.

## Förvaltning
Departementet förvaltas av en Intendencia Municipal (stadsförvaltning) som leds av en Intendente (intendent), ISO 3166-2-koden är "UY-SJ".
Departementet är underdelad i municipios (kommuner).
San José inrättades den 27 augusti 1828 som 1 av de ursprungliga 9 departementen.